# Leandra altomacaensis
Leandra altomacaensis är en tvåhjärtbladig växtart som beskrevs av José Fernando Andrade Baumgratz och D'el Rei Souza. Leandra altomacaensis ingår i släktet Leandra och familjen Melastomataceae. Inga underarter finns listade i Catalogue of Life.